# Codice ATC A05
Il codice ATC A05 "Bile e terapie del Fegato" è un sottogruppo del sistema di classificazione Anatomico Terapeutico e Chimico, un sistema di codici alfanumerici sviluppato dall'OMS per la classificazione dei farmaci e altri prodotti medici. Il sottogruppo A05 fa parte del gruppo anatomico A, farmaci per l'apparato digerente e del metabolismo.
Codici per uso veterinario (codici ATCvet) possono essere creati ponendo la lettera Q di fronte al codice ATC umano: QA05... I codici ATCvet senza corrispondente codice ATC umano sono riportati nella lista seguente con la Q iniziale.
Numeri nazionali della classificazione ATC possono includere codici aggiuntivi non presenti in questa lista, che segue la versione OMS.

## A05A Terapia per la Bile

### A05AA Preparati per gli acidi biliari
A05AA01 Acido chenodesossicolico
A05AA02 Acido ursodesossicolico
A05AA03 Acido colico

### A05AB Preparati per la terapia del tratto biliare
A05AB01 Nicotinil metilamide

### A05AX Altre droghe per la terapia della bile
A05AX01 Piprozolina
A05AX02 Imecromone
A05AX03 Ciclobutirolo
QA05AX90 Menbutone

## A05B Terapia per il fegato, lipotropici

### A05BA Terapia per il fegato
A05BA01 Arginina glutammato
A05BA03 Silibilina
A05BA04 Citiolone
A05BA05 Epomediolo
A05BA06 Ornitina ossoglutarato
A05BA07 Tidiacico di arginina
A05BA08 Glicirrizina
QA05BA90 Metionina

## A05C Droghe per la terapia della bile e lipotropici in associazione
Sezione vuota